# Mesogona unipuncta
Mesogona unipuncta là một loài bướm đêm trong họ Noctuidae.